# Spanish Knoll
Der Spanish Knoll (englisch; bulgarisch хълм Еспаньола chalm Espanjola) ist ein 48 m hoher Hügel auf der Livingston-Insel im Archipel der Südlichen Shetlandinseln. Er ragt 370 m nordöstlich bis nördlich des Sinemorets Hill auf.
Die bulgarische Kommission für Antarktische Geographische Namen benannte ihn 2010 in Anlehnung an die Benennung des nahegelegenen Spanish Point. Dieser ist in Erinnerung an die Unterstützung der Zweiten Bulgarischen Antarktisexpedition (1993–1994) durch spanische Wissenschaftler benannt.